# Centre médical Barzilaï
Le centre médical Barzilaï (en hébreu : מרכז רפואי ברזילי, Merkaz Refu'i Barzilai ; en arabe : مركز برزيلاي الطبي) est un hôpital de district de 600 lits ouvert en 1961 à Ashkelon, en Israël. L'hôpital dessert une population de 500 000 habitants et enregistre plus de 100 000 admissions par an.
Le terrain comprend le site d'un ancien sanctuaire (en) et un lieu de pèlerinage chiite détruit par Tsahal sous la direction de Moshe Dayan en 1950.

## Histoire
Le centre médical Barzilaï ouver ses portes le 20 juillet 1961 et est initialement baptisé hôpital Ashkelon. La construction est financée par le ministère de la Santé avec l'aide de la Fédération sioniste sud-africaine, de la municipalité d'Ashkelon et de Mifal HaPais (en). Le bâtiment est conçu par l'architecte David Brutzkus et couvre une superficie de 8 000 m2.
Les premiers services créés sont les départements de pédiatrie et d'obstétrique, avec 15 lits réservés à l'usage de Tsahal. Le Dr Michael Lavih, médecin militaire de l'armée de l'air, est nommé directeur de l'hôpital. De 1961 à 1966, le nombre de lits passe à 150 et les services de chirurgie, de médecine interne et d'orthopédie ouvrent leurs portes. Une école d'infirmières est inaugurée en 1966.
En 1971, l'hôpital est rebaptisé en l'honneur du ministre de la Santé, Yisrael Barzilai (en), qui pose la première pierre de l'édifice au début des années 1960 et qui décède en 1970.
En 2021, l’hôpital introduit un traitement pour les plaies cutanées chroniques qui combine la chirurgie plastique et la rééducation orthopédique. La clinique est ouverte à toute personne souffrant d'ulcères chroniques ou de plaies profondes du tissu cutané.

## Effets du conflit Israël-Hamas

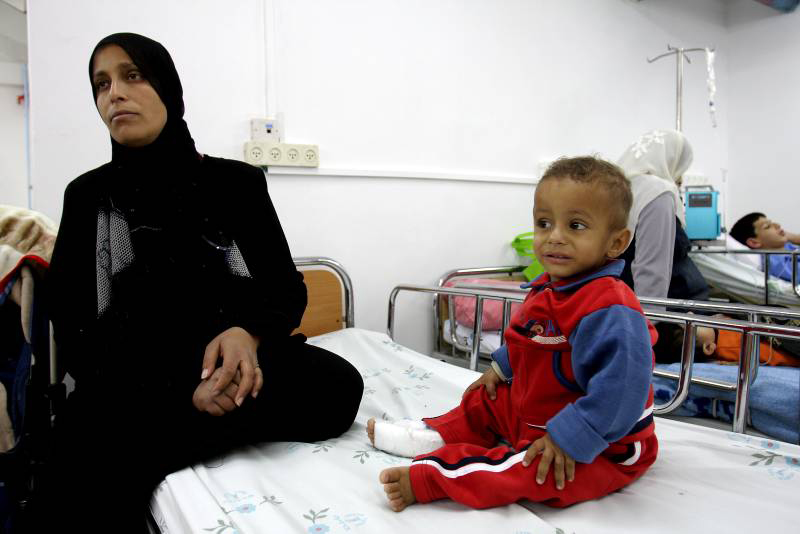
Famille palestinienne dans un abri au centre médical Barzilay.

Situé à six miles de Gaza, l'hôpital est la cible de nombreux tirs de roquettes Qassam et Grad, parfois jusqu'à 140 en un week-end. L'hôpital joue un rôle essentiel dans le traitement des soldats blessés et des victimes du conflit.
Le projet de construction d'une nouvelle salle d'urgence résistante aux roquettes et aux missiles pour l'hôpital en 2010 est entravé par des protestations ultra-orthodoxes déclenchées par la découverte de restes humains dans un ancien cimetière mis au jour pendant les travaux,. La nouvelle salle d'urgence fortifiée de l'hôpital est inaugurée le 20 février 2018.
Depuis le début de la guerre entre Israël et le Hamas en 2023, l’hôpital subit trois tirs directs de roquettes. Malgré son emplacement, l'hôpital n'est que partiellement protégé. Une zone souterraine protégée est construite, accueillant 285 lits, mais l'hôpital est toujours confronté à des défis tels que les soins aux prématurés et la conduite de traitements de dialyse dans ces circonstances.
Le 8 octobre 2023, au deuxième jour du conflit, l'administration de l'hôpital décide de transférer tous les patients des services des femmes et des grossesses à risque dans une zone souterraine protégée. Peu de temps après, une roquette tombe à proximité des services évacués. Le directeur de l'hôpital, Pr Hazi Levi, souligne l'importance de cette action préventive, en particulier compte tenu de la gravité des dégâts constatés après les tirs de roquettes.